# Rhizoplagiodontia lemkei
Rhizoplagiodontia lemkei — вимерлий вид гризунів підродини хутієвих. Відомий зі знайдених останків на острові Гаїті. Його природним середовищем проживання були субтропічні або тропічні вологі рівнинні ліси. Вид існував у гірському масиві де ла Хотте. Вимер приблизно після прибуття європейських переселенців.